# Middletown (Ohio)
Middletown is een plaats (city) in de Amerikaanse staat Ohio, en valt bestuurlijk gezien onder Butler County en Warren County. In 1886 werd Middletown een city.
Er zijn twee verklaringen voor de naam Middletown. De een gaat ervan uit dat de oprichter van de nederzetting, Stephen Vail afkomstig was van Middletown (New Jersey). De andere hypothese is dat de plaats halverwege de (destijds bevaarbare) Great Miami River ligt.
De plaats heeft een vliegveld, de Hook Field Municipal Airport.

## Demografie
Bij de volkstelling in 2000 werd het aantal inwoners vastgesteld op 51.605.
In 2006 is het aantal inwoners door het United States Census Bureau geschat op 51.290, een daling van 315 (-0.6%).

## Geografie
Volgens het United States Census Bureau beslaat de plaats een oppervlakte van
66,9 km², waarvan 66,5 km² land en 0,4 km² water. Middletown ligt op ongeveer 199 m boven zeeniveau. De plaats ligt aan de Great Miami River, een zijarm van de rivier Ohio.

## Plaatsen in de nabije omgeving
De onderstaande figuur toont nabijgelegen plaatsen in een straal van 12 km rond Middletown.

## Geboren
- Dawn Hampton (1928-2016), cabaret- en jazzmuzikante (zang, saxofoon), danseres en songwriter
- Paula Hampton (1938), jazzzangeres en -drummer
- Jerry Lucas (1940), basketballer
- Debra Monk (1949), actrice
- Bill Hanzlik (1957), basketballer en basketbalcoach
- Beth Herr (1964), tennisspeelster
- J.D. Vance (1984), Republikeins politicus; vice-president vanaf 2025
- Kayla Harrison (1990), judoka